# Rémy Pflimlin
Rémy Pflimlin (17 de fevereiro de 1954 - 3 de dezembro de 2016) foi um executivo de comunicação social francês. Foi CEO da France 3 de 1999 a 2005, da Nouvelles Messageries de la Presse Parisienne (mais tarde conhecida como Presstalis) de 2006 a 2010, e da France Télévisions, uma estação de televisão pública nacional de França, de 2010 a 2015.

## Educação
Rémy Pflimlin nasceu a 17 de fevereiro de 1954 em Mulhouse, França. O seu tio-avô, Pierre Pflimlin, era político. O seu pai era protestante, enquanto a sua mãe era católica. Um dos seus irmãos, Bertrand-Louis Pflimlin, tornou-se general do exército francês; o seu outro irmão, Thierry Pflimlin, foi trabalhar para a empresa petrolífera Total. O seu primo, Étienne Pflimlin, desempenhou posteriormente as funções de CEO do Crédit Mutuel.
Pflimlin formou-se na HEC Paris em 1978.